# Asdente
Maestro Benvenuto, apodado Asdente por su boca sin dientes (... – ...), era un célebre mago y adivino medioeval del siglo XIII.
Era originario de Reggio Emilia (o quizás de Parma) y de profesión zapatero, pero en la segunda mitad del 1200 se hizo famoso gracias a sus predicciones. Sobre él se basaban por ejemplo, el obispo de Parma y también otros políticos y religiosos de su tiempo. Salimbene, su conciudadano, lo recuerda en su Crónica con estima y devoción. Fue también un discreto biblista.
Dante Alighieri lo citó primero en el Convivio como ejemplo de fama que no corresponde con la nobleza. Sucesivamente lo colocó en el Infierno (XX, vv. 18-20) entre los adivinos, en la cuarta fosa (bolgia) del octavo círculos (el de los fraudulentos), castigados como otros "colegas" con tener que caminar con la cabeza girada hacia atrás "por querer ver delante en demasía" (v. 38).